# Boogie Naipe
Boogie Naipe é o álbum de estréia do rapper Mano Brown, o álbum foi lançado 2016 e contém 22 faixas.  Em 2016, a revista Rolling Stone Brasil elegeu Boogie Naipe como o 4º melhor disco brasileiro de 2016. Em 2017, a obra foi indicada ao Grammy Latino de 2017 de Melhor Álbum Pop Contemporâneo em Língua Portuguesa. O álbum foi um sucesso de publico e critica fazendo o rapper e a banda boogie naipe se apresentar em grandes festivais de musicas pelo país como Rock in Rio e Lollapalooza.

## Faixas
| Nº | Título                          | Participação                                            | Sample(s) | Duração |
| -- | ------------------------------- | ------------------------------------------------------- | --- | ------- |
| 1  | Sinta-se bem com o boogie naipe | Wilson Simoninha                                        | | 0:38    |
| 2  | Gangsta boogie                  | Lino Krizz                                              | Do It'Til You're Satisfied ((BT Express)),Chicago Gangsters" (Gangster Boogie), "Love Till The End Of Time" (Paulinho da Costa) | 3:22    |
| 3  | Mal de amor                     | Lino Krizz e Ellen Oléria                               | | 4:39    |
| 4  | Boa noite São Paulo             | William Magalhães e Lino Krizz                          | "Paname" (Banda Black Rio) | 3:29    |
| 5  | Mulher elétrica                 | William Magalhães                                       | "Electric Lady" (Con Funk Shun)                                                                                                 | 3:34    |
| 6  | Fui num baile baile black       | Hyldon e Lino Krizz                                     | | 4:19    |
| 7  | Louis Lane                      | Seu Jorge e William Magalhães                           | | 3:44    |
| 8  | Dance, dance, dance             | Don Pixote e Seu Jorge                                  | "Soup For One" (Chic) | 4:28    |
| 9  | DJ Vitória Rios                 | Vitória Rios                                            | | 0:30    |
| 10 | Flor do gueto                   | Lino Krizz e Max de Castro                              | | 4:24    |
| 11 | La onda                         | Lino Krizz e Nelson Conceição                           | | 2:31    |
| 12 | Nova Jerusalém                  | Carlos Dafé, Mara Nascimento, Dado Tristão e Lino Krizz | | 3:24    |
| 13 | Nave mãe                        | Lino Krizz e Ellen Oléria                               | "Hold It" (One Way) | 1:55    |
| 14 | Por mim e não por elas          | Nenhuma                                                 | "Last Dance" (Donna Summer) | 0:17    |
| 15 | Adicto                          | Dado Tristão                                            | Pass The Feeling" (Creative Source), You're The Only Woman (Ambrosia)                                                           | 3:11    |
| 16 | Felizes/Heart to heart          | Leon Ware                                               | "To Serve You All My Love" (Leon Ware)                                                                                          | 4:19    |
| 17 | Amor distante (Rap)             | Lino Krizz                                              | | 4:02    |
| 18 | Amor distante (Blues)           | Lino Krizz                                              | "Distant Lover" (Marvin Gaye)                                                                                                   | 2:26    |
| 19 | De frente pro mar               | Lino Krizz                                              | "I Can Dig It Baby" (Little Beaver)                                                                                             | 3:55    |
| 20 | Você e eu...só!                 | Lino Krizz                                              | | 3:53    |
| 21 | Boogie naipe, baby!             | Nenhuma                                                 | "Early in the morning" (The Gap Band)                                                                                           | 0:29    |
| 22 | Felizes                         | Nenhuma                                                 | "I'm Glad You're Mine" (Al Green)                                                                                               | 4:33    |